# Nmixx
Le Nmixx (엔믹스?, stilizzato NMIXX) sono un girl group sudcoreano della JYP Entertainment formatosi nel 2022 e composto da Lily, Haewon, Sullyoon, Bae, Jiwoo e Kyujin. Il loro singolo di debutto, Ad Mare, è stato pubblicato il 22 febbraio 2022.
Originariamente i membri erano sette, tuttavia Jinni ha lasciato il gruppo il 9 dicembre 2022 per ragioni personali.

## Nome
Il nome "Nmixx" è l'unione della lettera N, stante per "now" (ora), "new" (nuovo) e "next" (prossimo), con la parola "mix", che simboleggia combinazione e diversità, con il significato complessivo di "la miglior combinazione di una nuova era".

## Carriera

### 2021: Introduzione
Il 9 luglio 2021 JYP Entertainment annuncia il debutto di un nuovo girl group per febbraio 2022, il suo primo dopo le Itzy nel 2019. Dal 16 al 25 luglio JYP Entertainment ha reso disponibili i preordini per un'edizione limitata del pacchetto di debutto del gruppo, denominato Blind Package, che includeva l'album di debutto del gruppo e i materiali legati all'album. I membri furono rivelati tra il 6 agosto e il 19 novembre (in ordine: Jinni, Jiwoo, Kyujin, Sullyoon, Bae, Haewon e Lily).

### 2022-presente: Debutto conAd Mare,Entwurf, abbandono di Jinni,Expérgoe singolo estivo
Il 26 gennaio 2022 JYP Entertainment annunciò che il nome del gruppo sarebbe stato Nmixx, prima denominato provvisoriamente JYPn. Il 2 febbraio venne annunciato che avrebbero debuttato il 22 febbraio con la pubblicazione del singolo Ad Mare. Il 18 febbraio 2022, JYP Entertainment annunciò che lo showcase di debutto sarebbe stato rimandato al 1º marzo in seguito alla positività di Bae al COVID-19.
Il 19 settembre è uscito Entwurf, il secondo singolo, contenente il brano principale "Dice".
L'11 novembre le Nmixx hanno pubblicato il brano natalizio Funky Glitter Christmas. Esso sarebbe diventato l'ultima pubblicazione delle Nmixx come settetto, prima che il 9 dicembre la JYP annunciasse che Jinni avrebbe lasciato il gruppo per "ragioni personali" e che il suo contratto con l'agenzia sarebbe stato terminato.
L'EP di debutto del gruppo, Expérgo, è uscito il 20 marzo 2023, anticipato dal singolo Young, Dumb, Stupid e poi trainato dalla title-track "Love Me Like This". Expérgo è l'album fisico più di successo del gruppo, ricevendo ben tre volte la certificazione di disco di platino e vendendo più di 950 mila copie in Corea del Sud. La traccia "Love Me Like This", che è un brano hip hop e R&B, ha raggiunto la 11ª posizione sulla Circle Digital Chart, ed è quindi il loro singolo che si è piazzato più in alto nella classifica. Le Nmixx hanno cominciato la loro prima tournée a maggio 2023, chiamato Nice to MIXX You Showcase Tour, un tour di 13 date tra gli Stati Uniti e l'Asia.
L'11 luglio esce il singolo fisico estivo del gruppo, A Midsummer Nmixx's Dream, che è composto da quattro tracce, tra cui la title-track "Party O'Clock", e il singolo digitale uscito il 3 luglio, intitolato "Roller Coaster".

## Formazione
Attuale
- Lily (릴리?; Lily Jin Morrow) – voce[16] (2022-presente)
- Haewon (해원?; Oh Hae-won) – leader, voce (2022-presente)
- Sullyoon (설윤?; Seol Yoon-a) – voce (2022-presente)
- Bae (배이?; Bae Jin-sol) – voce (2022-presente)
- Jiwoo (지우?; Kim Ji-woo) – rapper, voce (2022-presente)
- Kyujin (규진?; Jang Kyu-jin) – rapper, voce (2022-presente)

Ex membri
- Jinni (지니?; Choi Yun-jin) – rapper, voce (2022)

## Discografia

### EP
- 2023 – Expérgo
- 2024 – Fe3O4: Break
- 2024 – Fe3O4: Stick Out
- 2025 – Fe3O4: Forward

### Album singoli
- 2022 – Ad Mare
- 2022 – Entwurf
- 2023 – A Midsummer Nmixx's Dream

### Singoli
- 2022 – O.O
- 2022 – Dice
- 2022 – Funky Glitter Christmas
- 2023 – Young, Dumb, Stupid
- 2023 – Love Me Like This
- 2023 – Roller Coaster
- 2023 – Party O'Clock
- 2023 – Soñar (Breaker)
- 2024 – Dash
- 2024 – See That?
- 2025 - High Horse

### Singoli promozionali
- 2022 – Kiss
- 2024 – Like Magic (con J.Y. Park, Stray Kids e Itzy)

### Colonne sonore
- 2024 – Hey Gabby! (per Gabby's Dollhouse)
- 2024 – Sprinkle Party (per Gabby's Dollhouse)